# (32597) 2001 QC157
2001 QC157 (asteroide 32597) é um asteroide da cintura principal. Possui uma excentricidade de 0.19438820 e uma inclinação de 6.01365º.
Este asteroide foi descoberto no dia 23 de agosto de 2001 por LONEOS em Anderson Mesa.